# Proa valdearinnoensis
|  | Dieser Artikel wurde aufgrund von formalen oder inhaltlichen Mängeln in der Qualitätssicherung Biologie im Abschnitt „Paläontologie“ zur Verbesserung eingetragen. Dies geschieht, um die Qualität der Biologie-Artikel auf ein akzeptables Niveau zu bringen. Bitte hilf mit, diesen Artikel zu verbessern! Artikel, die nicht signifikant verbessert werden, können gegebenenfalls gelöscht werden. Lies dazu auch die näheren Informationen in den Mindestanforderungen an Biologie-Artikel. Begründung: Vollprogramm; URV? |

Proa ist eine Gattung der Ornithopoda aus der Gruppe der Styracosterna innerhalb der Iguanodontia. Vertreter der Gattung lebten während der Unterkreide, vor ca. 112 Mio. Jahren, auf dem Gebiet des heutigen Spanien. Ihre Fossilien wurden in der Escucha-Formation gefunden. Einzige Art ist P. valdearinnoensis.

## Entdeckungsgeschichte
Die Gattung Proa enthält lediglich die Art P. valdearinnoensis. Der Name der Gattung ist von dem spanischen Wort proa (für Bug) abgeleitet, was sich auf die Form des Praedentale des Tieres bezieht, während der Artname sich von Val de Ariño, dem Namen eines Steinkohlebergwerks ableitet, das sich in der Nähe des Fundortes befand. Die Gattung wurde auf der Basis mehrerer, unvollständiger Skelette und Schädelfragmente verschiedener Individuen beschrieben.

## Merkmale
Proa ist von anderen Gattungen der Hadrosauriformes, besonders von anderen Gattungen der Iguanodontia, vor allem dadurch zu unterscheiden, dass sie ein Praedentale hat, das den rostralen Rand mit divergenten seitlichen Fortsätzen erreicht. Die Zahnreihe des Dentale ist in seitlicher Ansicht konvex bis dorsal. Sie erstreckt sich kaudal bis zur Basis des Processus coronoideus. Dieser ist entlang des kaudalen und rostralen Randes erweitert. Der Maxilla fehlt ein rostrodorsaler Fortsatz. Das Quadratbein wirkt in seitlicher Ansicht gerade. Das Darmbein ist an seinem dorsalen Rand in dorsaler Richtung konvex. Außerdem weist das Darmbein einen nichthängenden Supraacetabularfortsatz und einen postacetabularen Fortsatz, der sich, bei gleichbleibender Neigung, entlang seines dorsalen Randes verjüngt. Des Weiteren ist der kraniale Schambeinfortsatz entlang seines dorsalen Randes konkav, am  distalen Rand aber nicht erweitert.

## Systematik
Die ursprünglichen Beschreiber des Taxons ordneten Proa wie Iguanodon an der Basis der Hadrosauriformes ein. In seiner Osteologie von Hypselospinus stellte Norman fest, dass Proa wahrscheinlich näher mit den asiatischen Gattungen Bolong und Jianzhousaurus als mit europäischen Vertretern der Iguanodontidae verwandt war. 2017 ordneten Verdu und Kollegen Proa einer eurasischen Gruppe der Iguanodontia zu, die außerdem unter anderem die Gattungen Xuwulong und Altirhinus enthält. Proa wurde in die am meisten abgeleitete Position innerhalb dieser Gruppe und als Schwestertaxon zu Batyrosaurus eingeordnet.